# Iván Sandoval
Iván Ignacio Sandoval Pizarro (Santiago, Chile, 22 de abril de 1995) es un futbolista chileno. Juega de delantero.

## Trayectoria
Se desempeñó anteriormente en las divisiones inferiores del equipo minero, con el cual fue campeón de la Primera División, en el Torneo de Clausura 2015.
Disputó la Copa Libertadores con Cobresal en el 2016, jugando contra el Corinthians y Santa Fe de Colombia donde se encontraba el defensor del Everton Yerry Mina, ese año también le marcó un gol a la Universidad de Chile dándole la victoria a su equipo.
En el 2018 fue parte del ascenso con Cobresal a primera división venciendo a Cobreloa en la final, ese año le tocó marcar en Copa Chile MTS frente a Ñublense en la ida y en la vuelta.
El 2019 fue enviado a préstamo a San Luis de Quillota donde convirtió 2 goles en 12 partidos.

## Clubes
| Club                 | País  | Año       |
| -------------------- | ----- | --------- |
| Cobresal             | Chile | 2014-2018 |
| San Luis de Quillota | Chile | 2019      |
| Deportes Vallenar    | Chile | 2020-2021 |
| Iberia               | Chile | 2021-2023 |
| Fernández Vial       | Chile | 2023-2024 |

## Palmarés

### Campeonatos nacionales
| Título           | Club     | País  | Año    |
| ---------------- | -------- | ----- | ------ |
| Primera División | Cobresal | Chile | 2015-C |